# Bitwa pod Tettenhall
Bitwa pod Tettenhall, zwana też bitwą pod Wednesfield lub bitwą pod Wōdnesfeld  – starcie między wikingami z Danelaw a Mercją i Wessex. Odbyło się 5 sierpnia 910 roku na terenie ówczesnej wsi Tettenhall, obecnie będącej częścią Wolverhampton. Siłami nordyckimi dowodzili duńscy królowie Yorku Eowils i Halfdan i nortrumbijski król Ingwær z dynastii Ivar - wszyscy zmarli podczas bitwy. 

## Wstęp
Po udanych najazdach duńskich wikingów, znaczna część północno-wschodniej Anglii, dawnej Northumbrii, znalazła się pod ich kontrolą. Duńskie ataki na środkową Anglię zostały odparte i skutecznie ograniczone przez Alfreda Wielkiego, do punktu, w którym jego syn, król Edward z Wessex, mógł rozpocząć ofensywne ataki przeciwko obcokrajowcom. Edward był sprzymierzony z Mercjanami pod wodzą swojej siostry Ethelfledy, a ich połączone siły były potężne. Sojusznicy rozpoczęli pięciotygodniową kampanię przeciwko Duńczykom z Nortrumbrii w 909 roku.

## Bitwa i jej następstwa
Wikingowie szybko szukali odwetu za północną wyprawę. W 910 r. król Edward przebywał w Kent, czekając na flotę, którą wezwał, a wikingowie, wierząc, że większość wojsk króla znajduje się na pokładzie statku, rozpoczęli inwazję na Mercję. Najechali aż do rzeki Avon w pobliżu Bristolu, a następnie nękali wzdłuż rzeki Severn, aż dotarli do obszaru Bridgnorth. Teraz ruszyli na wschód, a za nimi podążyła wspólna armia Mercji i Zachodniej Saksonii, która dogoniła wikingów w pobliżu Tettenhall. Najeźdźcy zostali unicestwieni, a trzech królów zostało zabitych: Ingwær, Eowils i Halfdan.
Po opanowaniu północnych Duńczyków siły Wessex i Mercji mogły skupić się na Wikingach, którzy osiedlili się dalej na południe, i przez pokolenie nie było dalszych najazdów z północy.

## Źródła
Stenton, Frank (1971). Anglo-Saxon England (3rd ed.). Oxford, UK: Oxford University Press. p. 323. ISBN 978-0-19-280139-5. 